# 圆斑拟腹吸鳅
圆斑拟腹吸鳅（学名：Pseudogastromyzon cheni）为平鳍鳅科拟腹吸鳅属的鱼类，是中国的特有物种。分布于福建上杭和永定，属韩江水系上游。

## 扩展阅读
維基物種上的相關：圆斑拟腹吸鳅